# Tanya Chutkan
Tanya Sue Chutkan, née le 5 juillet 1962, est une avocate, juriste et magistrate américaine d'origine jamaïcaine, juge fédéral des États-Unis pour le district de Columbia. Elle est la juge qui supervise le procès pénal de l'ancien président des États-Unis, Donald Trump, inculpé pour avoir tenté par plusieurs manœuvres de ravir la victoire de son concurrent à la présidentielle en 2020.

## Biographie

### Débuts
Tanya Chutkan est née en 1962 à Kingston, en Jamaïque,. Élevée à Kingston, elle choisit de déménager aux États-Unis pour ses études puis pour commencer à exercer des professions juridiques. Elle obtient une licence en 1983 à l'université George-Washington. Elle fréquente ensuite la faculté de droit de l'université de Pennsylvanie, où elle est rédactrice en chef adjointe de la revue de droit de l'université. Elle obtient son diplôme de Juris Doctor en 1987.
De 1987 à 1990, Tanya Chutkan exerce en cabinet privé au sein du cabinet d'avocats Hogan & Hartson (intitulé ensuite Hogan Lovells). De 1990 à 1991, elle travaille au cabinet Donovan, Leisure, Rogovin, Huge & Schiller. De 1991 à 2002, elle est avocate de première instance et superviseur au service des avocats publics (Public Defender) pour le district de Columbia. En 2002, Mme Chutkan rejoint le cabinet d'avocats Boies, Schiller & Flexner, dont elle devient associée en 2007. Sa pratique se concentre sur les litiges civils complexes et plus particulièrement sur les recours collectifs antitrust.
Son mari, Peter Krauthamer, est juge à la Cour supérieure du district de Columbia de 2012 à 2023. Ils ont deux fils

### Juge fédérale
Le 19 décembre 2013, le président Barack Obama propose la nomination de Tanya Chutkan comme juge fédérale pour le district de Columbia. Elle est entendue par la commission judiciaire du Sénat des États-Unis le 25 février 2014. Le 27 mars 2014, sa candidature est acceptée par la commission. Le 3 et 4 juin 2014, le Sénat des États-Unis procède à un vote, comme nécessaire, sur cette proposition, qui confirme cette nomination. Elle reçoit sa commission judiciaire le 5 juin 2014.

### Exemples d’affaires notoires traitées
Le 7 mars 2019, Tanya Chutkan statue que la secrétaire américaine à l'Éducation, Betsy DeVos, a illégalement retardé la mise en œuvre du règlement «Equity in IDEA». Ces règlements ont mis à jour la façon dont les États calculent les disparités raciales pour identifier les enfants pouvant être éligibles à l'éducation spéciale, le placement des enfants dans des salles de classe réduites et l'usage de la discipline d'exclusion. Tanya Chutkan statue également que le ministère américain de l'Éducation a violé la loi concernant la diffusion des réglementations en négligeant de fournir une « explication motivée » du retard et en ne tenant pas compte des coûts que l'enfant, les parents et la société supporteraient.
Le 26 avril 2019, elle condamne une journaliste et militante russe, Maria Boutina, à 18 mois de prison pour complot, la reconnaissant coupable d'être un agent non enregistré du gouvernement russe aux États-Unis,.
En 2020, elle reporte l’exécution de quatre condamnés à mort, estimant que l’ensemble des recours déposés n’ont pas été menés à leur terme, après une longue interruption des exécutions. La Cour suprême casse sa décision et autorise la reprise de ces exécutions fédérales.
Le 9 novembre 2021, Tanya Chutkan rejette la demande de Donald Trump visant à empêcher la communication de documents à la commission d'enquête de la Chambre des représentants sur l'attaque du Capitole le 6 janvier 2021. Le circuit du district de Colombia confirme cette décision en appel et la Cour suprême des États-Unis refuse de l'examiner.
En décembre 2021, elle est amenée à juger des émeutiers ayant participé à l’assaut du Capitole du 6 janvier 2021.
Depuis le 1er août 2023, Tanya Chutkan est désignée, à la suite d'un tirage au sort, comme le juge chargé de superviser le procès pénal de l'ancien président américain. Donald J. Trump, inculpé par le procureur Jack Smith à la suite de ses mensonges et de ses tentatives de ravir la victoire à son successeur Joe Biden à l’élection présidentielle 2020. L’affaire n’a jamais été jugée et a été classée sans préjudice après la victoire de Trump à l’élection présidentielle de 2024.